# Sarah Michelle Gellar

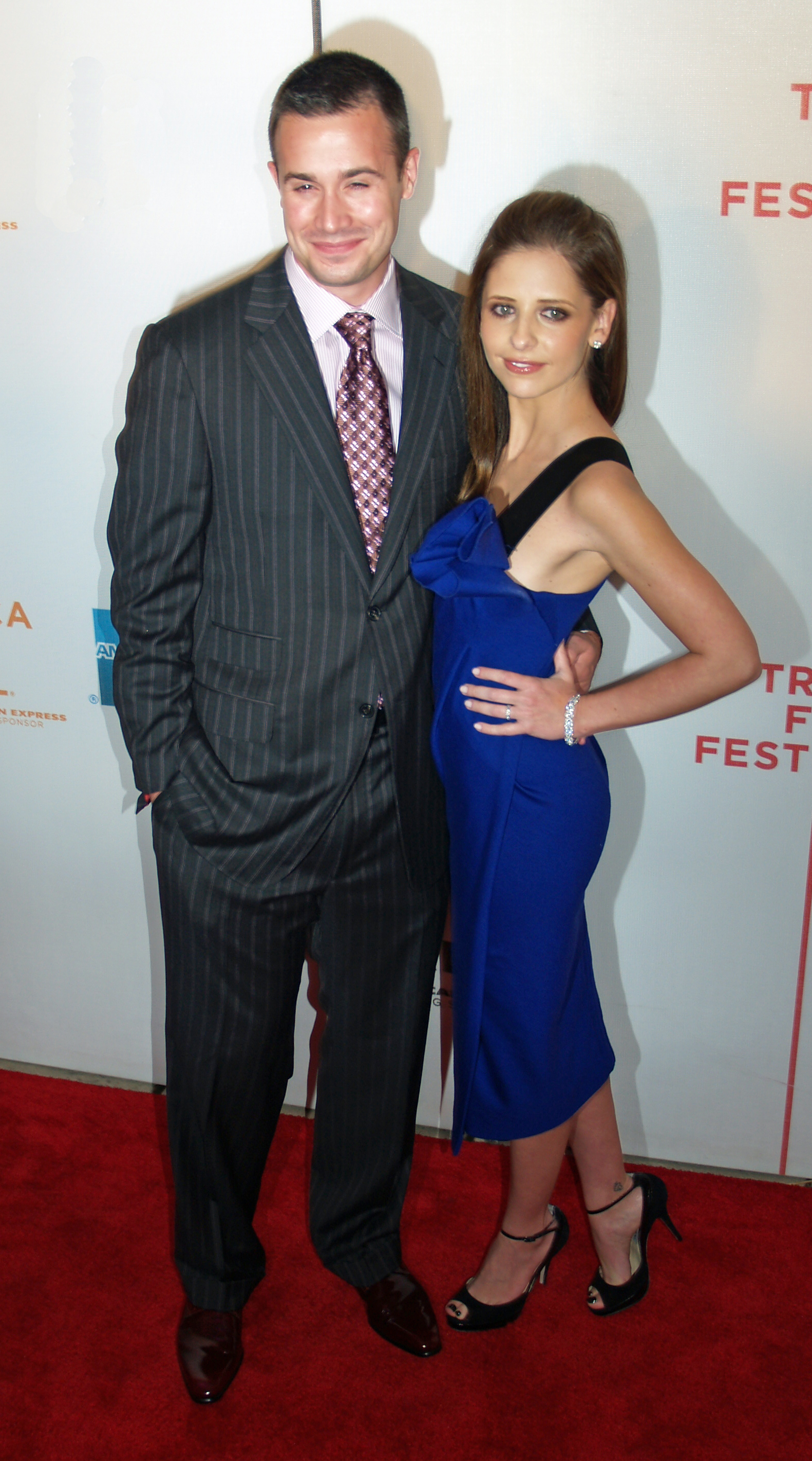
Sarah Michelle Gellar s manželem

Sarah Michelle Gellar (provdaná Prinze, * 14. dubna 1977 New York) je americká herečka, známá především jako Buffy Summersová v televizním seriálu Buffy, přemožitelka upírů. Zahrála si ve filmech Tajemství loňského léta (1997), Velmi nebezpečné známosti (1999), Scooby-Doo (2002) či Scooby-Doo 2: Nespoutané příšery (2004).

## Osobní život
Narodila se v New Yorku židovským americkým rodičům Arthurovi a Rosellen Gellarovým. Po rozvodu rodičů v roce 1984 byla vychovávána jen matkou. Otec zemřel 9. října 2001 na rakovinu.[zdroj⁠?!]
Při natáčení filmu Tajemství loňského léta se seznámila se svým budoucím manželem Freddiem Prinzem Jr., ale vztah navázali až o tři roky později. V dubnu 2001 se zasnoubili a 1. září 2002 se vzali. V roce 2007 při pátém výročí svatby si změnila jméno na Sarah Michelle Prinze. Dne 19. září 2009 se manželům narodila dcera Charlotte Grace Prinze a v září 2012 syn Rocky James Prinze.
Již od dětství se přátelí s Mellissou Joan Hartovou, která se proslavila seriálem Sabrina – mladá čarodějnice.

## Kariéra
Svoji hereckou kariéru zahájila již ve čtyřech letech. Zahrála si v televizním filmu An Invasion of Privacy 1983. V následujících letech se objevila v několika menších rolích. Zlom nastal v roce 1993, kdy získala roli Kendall Hartové v televizním seriálu All my children, kde působila dva a půl roku. Za roli získala Cenu Emmy.
V roce 1996 obdržela hlavní úlohu v seriálu Buffy, přemožitelka upírů režírovaném Jossem Whedonem. Ztvárnila zde dívku zatíženou odpovědností bojovat proti množství mystických nepřátel, zejména upírů. Původně se natočilo 13 dílů, ale protože měl seriál u diváků velký ohlas, natočilo se nakonec 7 řad se 144 díly. Díky bojovým scénám v seriálu se naučila Tae Kwon Do a Kickbox. Tento seriál odstartoval její další kariéru.
V roce 1997 získala vedlejší role v thrilleru Tajemství loňského léta a v hororu Vřískot 2 po boku Davida Arquetta, Courteney Cox a Neve Campbellové. O dva roky později si zahrála v romantické komedii Neodolatelná a v romantickém dramatu Velmi nebezpečné známosti, kde se objevila po boku Ryana Phillippa, Reese Witherspoonové a Selmy Blairové.
S manželem si také zahráli v rodinných komediích Scooby-Doo (2002) a Scooby-Doo 2: Nespoutané příšery (2004). Poté se objevila v hororu Nenávist (2004), v jeho pokračování Nenávist 2 (2006), thrilleru Noční můra (2006), dramatu Apokalypsa (2006) a romantické komedii Holka z předměstí (2007) po boku Aleca Baldwina. V roce 2009 natočila filmy Possession a Veronica Decides to Die. V roce 2011 ztvárnila roli dvojčat Siobhan a Bridget v seriálu Nebezpečná identita, který se vysílal na americké stanici CW. Tento seriál se pouze dočkal jedné řady. Avšak na začátku roku 2013 projevila zájem o hraní v sitcomu. Nakonec dostala roli v sitcomu stanice CBS The Crazy Ones, kde hraje dceru Robina Williamse.

## Filmografie

### Film
| Rok  | Název                            | Role                   | Poznámky              |
| ---- | -------------------------------- | ---------------------- | --------------------- |
| 1984 | Over the Brooklyn Bridge         | Philova dcera          | neuvedena v titulcích |
| 1986 | Crossroads                       | návštěvnice kostela    | vymazaná scéna        |
| 1988 | Blázinec                         | Elizabethina studentka | vymazaná scéna        |
| 1989 | High Stakes                      | Karen Rose             |                       |
| 1997 | Tajemství loňského léta          | Helen Shivers          |                       |
| 1997 | Vřískot 2                        | Casey „Cici“ Cooper    |                       |
| 1998 | Malí válečníci                   | Gwendy Doll (hlas)     |                       |
| 1999 | Taková normální holka            | Dívka v kavárně        |                       |
| 1999 | Neodolatelná                     | Amanda Shelton         |                       |
| 1999 | Velmi nebezpečné známosti        | Kathryn Merteuil       |                       |
| 2001 | Harvard Man                      | Cindy Bandolini        |                       |
| 2002 | Scooby-Doo                       | Daphne Blake           |                       |
| 2004 | Scooby-Doo 2: Nespoutané příšery | Daphne Blake           |                       |
| 2004 | Nenávist                         | Karen Davis            |                       |
| 2006 | Apokalypsa                       | Krysta Now             |                       |
| 2006 | Smrtící nenávist 2               | Karen Davis            |                       |
| 2006 | Noční můra                       | Joanna Mills           |                       |
| 2007 | (Ne)šťastně až na věky           | Ella (hlas)            |                       |
| 2007 | Želvy Ninja                      | April O'Neil (hlas)    |                       |
| 2007 | Holka z předměstí                | Brett Eisenberg        |                       |
| 2007 | To, co dýchám                    | Sorrow                 |                       |
| 2009 | Nebezpečná posedlost             | Jessica                |                       |
| 2009 | Veronika se rozhodla zemřít      | Veronika Deklava       |                       |
| 2013 | Freedom Force                    | Nicole (hlas)          |                       |
| 2019 | Killer Skin                      | Georgia Cunningham     | krátkometrážní film   |

### Televize
| Rok                    | Název                               | Role                             | Poznámky                                       |
| ---------------------- | ----------------------------------- | -------------------------------- | ---------------------------------------------- |
| 1983                   | An Invasion of Privacy              | Jennifer Bianchi                 | TV film                                        |
| 1988                   | Spenser: For Hire                   | Emily                            | díl: „Company Man“                             |
| 1988                   | Villém Tell                         | Sara Guidotti                    | díl: „Actors“                                  |
| 1991                   | A Woman Named Jackie                | Teenage Jacqueline Bouvier       | mini-seriál                                    |
| 1992                   | Swans Crossing                      | Sydney Orion Rutledge            | hlavní role, 65 dílů                           |
| 1993–1995, 2011        | All My Children                     | Kendall Hart / pacientka         | 29 dílů                                        |
| 1997                   | Beverly Hills Family Robinson       | Jane Robinson                    | TV film                                        |
| 1997–2003              | Buffy, přemožitelka upírů           | Buffy Summersová / různé postavy | hlavní role, 144 dílů                          |
| 1998, 1999, 2000, 2002 | Saturday Night Live                 | Samu sebe                        | 5 dílů                                         |
| 1998                   | Tatík Hill a spol.                  | Marie (hlas)                     | díl: „And They Call It Bobby Love“             |
| 1999, 2000             | Angel                               | Buffy Summers                    | 2 díly                                         |
| 2000                   | Sex ve městě                        | Debbie                           | díl: „Útěk z New Yorku“                        |
| 2001                   | Grosse Pointe                       | Samu sebe                        | díl: „Passion Fish“                            |
| 2002                   | Lord of the Piercing                | Arwen                            | TV film                                        |
| 2002                   | Jack Black: Spider-Man              | Mary Jane Watson / Wonder Woman  | TV film                                        |
| 2002                   | Cancun Capers                       |                                  | TV film                                        |
| 2004, 2012             | Simpsonovi                          | Gina Vendetti (hlas)             | 2 díly                                         |
| 2005–2014, 2018        | Robot Chicken                       | Různé postavy (hlasy)            | 13 dílů                                        |
| 2010                   | The Wonderful Maladays              |                                  | TV film                                        |
| 2011, 2012             | Americký táta                       | Phyllis / Jenny (hlas)           | 2 díly                                         |
| 2011                   | God, the Devil and Bob              | herečka (hlas)                   | díl: „There's Too Much Sex on TV“              |
| 2011–2012              | Nebezpečná identita                 | Bridget Kelly / Siobhan Martin   | hlavní role, 22 dílů, také výkonná producentka |
| 2013–2014              | The Crazy Ones                      | Sydney Roberts                   | hlavní role, 22 dílů                           |
| 2015–2016              | Star Wars Povstalci                 | Seventh Sister (hlas)            | 5 dílů                                         |
| 2016                   | Those Who Can't                     | Gwen Stephanie                   | díl: „The Fairbell Tape“                       |
| 2016                   | Cruel Intentions                    | Kathryn Merteuil                 | pilotní díl, také výkonná producentka          |
| 2019                   | Teorie velkého třesku               | Samu sebe                        | díl: „Stockholmský syndrom“                    |
| 2024                   | Dexter: Original Sin                | Tanya Martin                     | vedlejší postava                               |
| —                      | Other People's Houses               | Anna Porter                      |                                                |
| —                      | Masters of the Universe: Revelation | Teela (hlas)                     | mini-série, 6 dílů                             |